# Mandi Bahauddin
Mandi Bahauddin är huvudort för ett distrikt med samma namn i den pakistanska provinsen Punjab. Folkmängden uppgick till cirka 200 000 invånare vid folkräkningen 2017.